# 小行星18824
小行星18824（18824 Graves）是一颗绕太阳运转的小行星，为主小行星带小行星。该小行星于1999年7月14日发现。

## 轨道参数
小行星18824的轨道半长轴为2.3848151 UA，离心率为0.162。